# Arnett
Arnett è un comune degli Stati Uniti d'America, situato nello Stato dell'Oklahoma, nella contea di Ellis, della quale è il capoluogo.